# بوليط محول
بوليط محول (الاسم العلمي: Boletus biennis) هو نوع الفطريات يتبع جنس البوليط من الفصيلة البوليطية.